# 순화궁

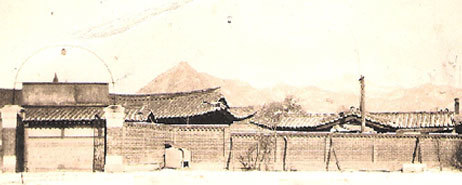
1920년대 태화여자관 시절 순화궁

순화궁(順和宮)은 한성 중부, 현재의 인사동 194자리에 있었던 궁이다. 조선 중종이 순화공주를 위해 지어 주었기에 순화궁이라 불렸다. 이후 요릿집인 태화관이 되었는데 3·1독립선언서가 여기서 낭독되었다.

## 역사
헌종 때에는 경빈 김씨의 사저가 되었다.
1896년에 이르러 조선 국왕 고종은 대한제국으로의 칭제건원을 앞두고 수도 한양의 중심점을 나타내는 서울의 중심점 표지석을 이 주변에 세웠다.
이완용이 1907년 집을 화재로 잃고 일제로부터 순화궁을 받았다. 이완용은 순화궁을 전세로 주어 명월관의 분점인 태화관이 되었는데, 이곳이 3·1운동 때에 기미독립선언문을 낭독한 곳이다. 이를 1921년에 감리교선교부가 매입하여 태화여자관이라는 이름의 감리교 포교지 겸 여성 복지 사회재단이 된다. 여기서 1928년 10월 로젠버거(Elma T. Rosenberger)에 의해 대한민국 최초의 우유급식이 시작된다.
노후와 좁은 공간 문제로 태화재단은 1938년에 건물을 다시 짓는다. 이 때 한국식 건축양식을 살린 건물을 신축하여 사용하다가 일제 말에 징발, 해방 후에 경찰서 청사 등으로 사용되다가 다시 태화기독교사회관으로 운용되었다. 태화기독교사회관은 1980년 도시개발계획으로 헐리게 되었고, 그 자리에 태화빌딩이 들어섰다.

## 같이 보기
- 사동궁